# 電気二重層コンデンサ
電気二重層コンデンサ（でんきにじゅうそうコンデンサ、英: electric double-layer capacitor、EDLC）は、電気二重層という物理現象を利用することで蓄電量が著しく高められたコンデンサ（キャパシタ）であり、電気化学キャパシタ（英: electrochemical capacitor）の一種である。20世紀末から電気二重層キャパシタの開発が始まり、いくつかの分野で使用が始まっている。今後さらに性能向上すれば二次電池を代替する可能性があるとされたが、近年急速に普及している全固体電池に大容量コンデンサの需要を奪われている。
電気二重層キャパシタは陽極と陰極の2つの電極を持つが、この2つが二重層という名前の元となったわけではなく、両極それぞれの表面付近で起こる物理現象である「電気二重層」が元となっている。電気二重層コンデンサは俗にウルトラ・キャパシタ（英: ultracapacitor）やスーパー・キャパシタ（英: supercapacitor）とも呼ばれることもある。

## 特徴

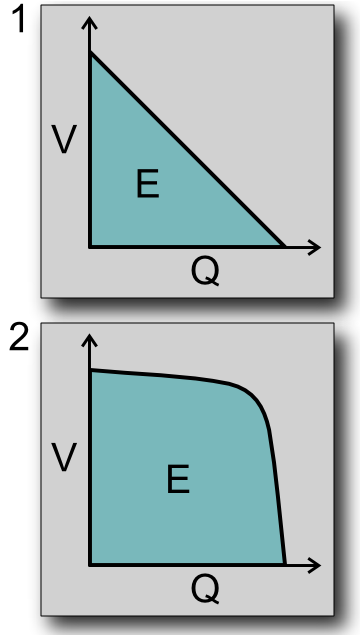
二次電池との比較
1.電気二重層キャパシタ
2.二次電池
（V:電圧 Q:電荷 E:エネルギー）
放電する場合、上の電気二重層キャパシタは一直線に電圧が下がるので利用できるエネルギーは図の面積のように三角形になるが、下の二次電池では利用可能なエネルギーは四角形に近いものとなる。

- 電池に比べて内部抵抗が低く短時間で充放電が行なえる(ただし他コンデンサに比べると圧倒的に劣る)
- 充放電による劣化が少ないので製品寿命が非常に長い
- 耐電圧が低い
- コンデンサであるため、電池に比べ自己放電によって時間と共に失われる電気(リーク電流)が比較的多い
- コンデンサであるため、電池と違い充放電時に電圧が直線的に変化する
- 電池に比べると一般的には高価である

二次電池と異なり電極での化学反応によって電気エネルギーを蓄えるのではなく、イオン分子が電荷を蓄えるため、充放電による劣化は少なく、耐電圧付近での電極の劣化や電解質のイオン分子の劣化が長期的には少し存在するだけで、10万 - 100万回程度の充放電サイクルが可能だと考えられている。
また、耐電圧が低く、充電できる電圧は最高でも3V程度となるため、高電圧が必要なら直列接続が必要となる。充放電サイクルで並列接続と直列接続を繰り返すと二次電池のメモリ効果のように充電可能な容量が減るので、適時に完全放電が必要になる。
キャパシタ（コンデンサ）なので、自己放電によって時間と共に電荷が失われ、化学反応で電気を蓄える二次電池と比べると蓄電できる時間は短い。一方、化学反応を必要としないため充電と放電の反応が早く、内部抵抗も少ないために、大電流での充放電が行なえる。化学反応ではないので、充放電の電圧は一定ではなく、0Vから2Vや2.5Vまでの範囲で直線的に変化する。
2008年現在の高性能電池であるリチウムイオン電池のエネルギー密度、100 - 500Wh/Lと比べれば、電気二重層コンデンサは2 - 10Wh/L程度で数十倍の能力差がある。リチウムイオン二次電池の技術を取り入れたリチウムイオンキャパシタはエネルギー密度が10-30Wh/L程度である。
レアメタルのように将来コスト高となる可能性がある素材の使用は求められていないが、電極の加工に手間がかかって高価格となっている。

## 歴史
1879年にドイツ人のヘルムホルツ（1821年 - 1894年）が、電解液中に導体を漬けると導体の界面に分子1層分の薄い層が生じ、その外に拡散層が生ずる、「電気二重層」の現象を発見した。
1970年代後半に日本の電子部品メーカーが、従来の電解コンデンサに対し、容量で1000倍に相当する高性能な新製品として電気二重層コンデンサの販売を開始した。

## 原理

### 電子部品としての原理
電気二重層コンデンサは正極と負極の両極それぞれで電気二重層によるコンデンサを形成するために、その内部は2つのコンデンサが直列接続されたのと等価になっている。外部から電圧が加えられると、電解質中の陽イオンと陰イオンが2つの電極との表面で分子1層分の厚みの狭い領域で電気二重層を構成して電荷が蓄積され、電流が流れる。蓄電能力を左右する蓄積可能な電荷量は、外部からの電流量と電解質中のイオン量、イオンを吸着することで電荷を蓄える電極の表面積で決定される。

## 種類

### 溶媒別
電解質の溶媒に何を使うかで2種類に分かれる。
- 水
- 高分子化合物[2]

### 形状別
積層形状で2種類に分かれる。
- 円筒型
- 箱型

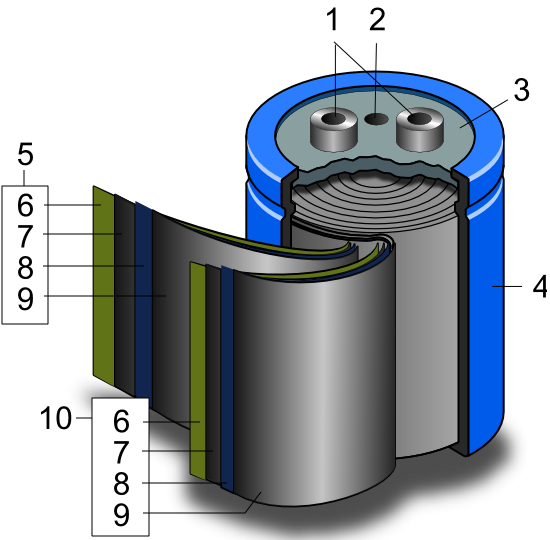
円筒型電気二重層キャパシタ（内部略図） 1.端子 2.安全弁 3.端子板 4.容器 5.正極 6.セパレータ 7.分極性電極 8.集電極 9.分極性電極 10.負極
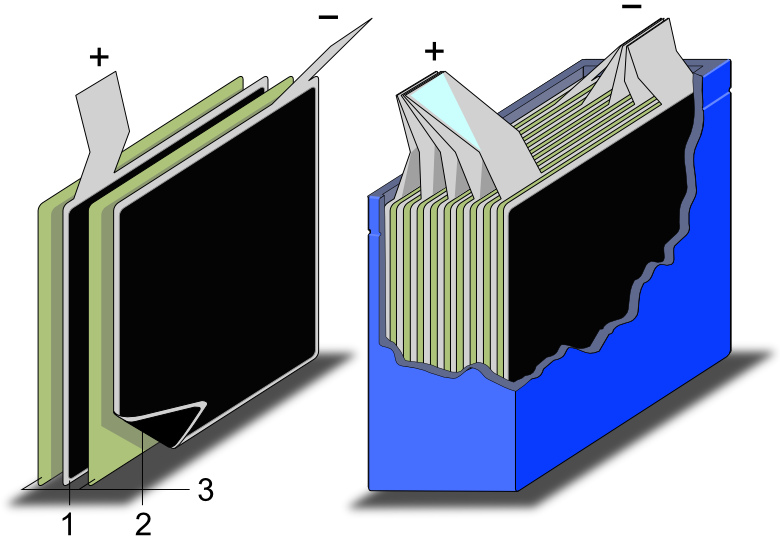
箱型電気二重層キャパシタ（内部略図） 1.集電極つき分極性電極（正極） 2.集電極つき分極性電極（負極） 3.セパレータ

長い積層シートを円筒型に丸めたものは、主要部品が1組で済むため量産時の生産効率が高く出来るが、容積当りのエネルギー密度が劣る。箱型では多数の四角い積層シートを重ね合わせるために生産時の工程が増えるが、容積当りのエネルギー密度は高く出来る。円筒型のものは接続端子が少ないので箱型より内部での接続抵抗が増える。

## 構造

### 内部構造
電極部

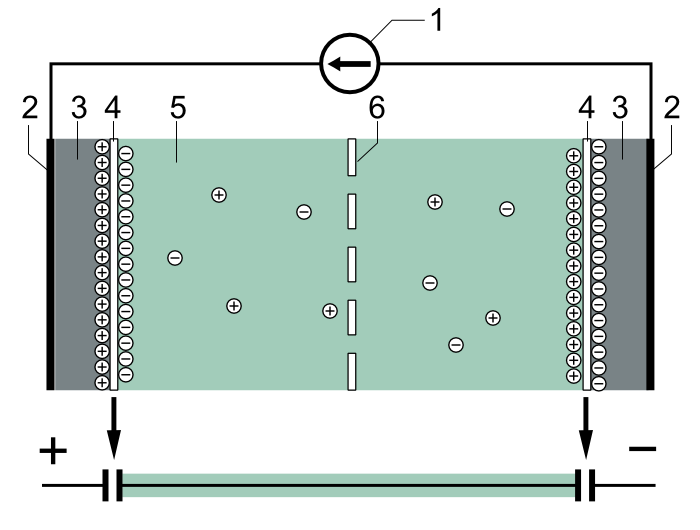
1.充電器（電流源） 2.集電極 3.分極性電極 4.電気二重層 5.電解液 6.セパレータ

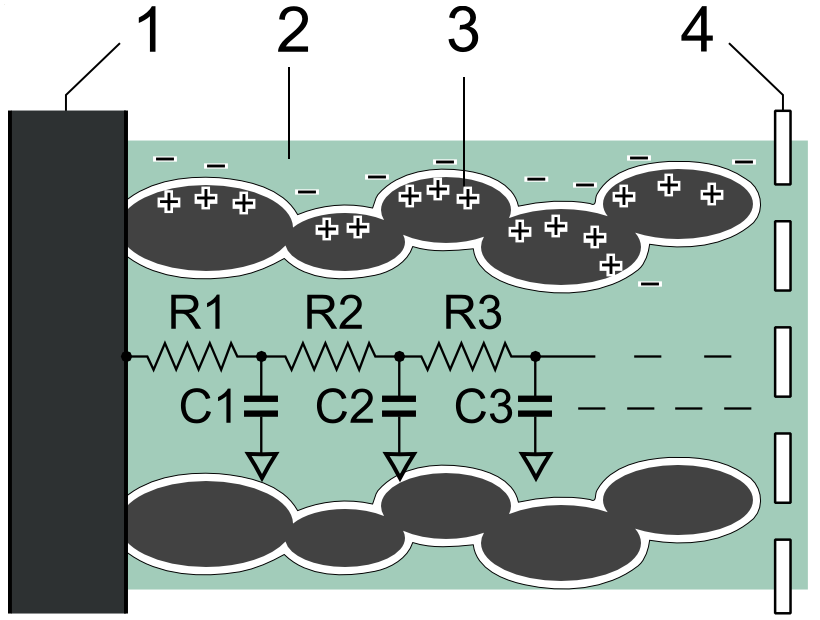
1.集電極 2.電解液 3.活性炭 4.セパレータ

電極部分は分極性電極とバインダー、導電助剤、集電極より構成される。
2008年現在の製品では静電容量の拡大のために活性炭を分極性電極に使用している。テフロンのようなフッ素を含む高分子化合物かまたは、スチレンブタジエンゴムのようなゴム系の高分子化合物で活性炭がバラバラにならないように結着するバインダーも5-20%程度配合する。カーボンブラックや一部のものはカーボンナノチューブのような黒鉛の微粒子、微細繊維を導電助剤として10%を上限に配合する。
集電用の電極（集電極）としてはアルミ箔の表面をエッチングによって表面を荒く加工したものを使用し、分極性電極とバインダー、導電助剤の混合物を集電極の表面に塗付する。集電極に塗付して定着させる方法には、混合物を塗りプレス圧力を加える乾式と、混合物を溶剤に溶かしてペースト状のものを塗付して加熱し定着させる湿式がある。
電解液部
電解液は陽イオンと陰イオン、溶媒から構成される。
陽イオン（カチオン）はテトラエチルアンモニウム塩が用いられることが多い。陰イオン（アニオン）は四フッ化ホウ酸イオン（BF4-）や
ビストリフルオロメチルスルホニルイミド（(CF3SO2)2N-）も用いられる。高分子化合物を使う溶媒にはプロピレンカーボネート、エチレンカーボネート、ジエチルカーボネート、ジメチルカーボネートが用いられる。溶媒が液体では漏れに対するリスクが軽減できるため、高分子ポリマーと有機可塑剤を溶媒に加えてゲル化する工夫も研究されている。ゲル化がうまく調整できればセパレータが省ける可能性がある。
溶媒を用いずに液体のままの電解質であるエチルメチルイミダゾールカチオンと四フッ化ホウ酸イオン（BF4-）のような液体イオンも有望視されている。
2007年時点での最大性能は有機系電解液で200F/g以下、水系電解液で300F/g以下である。

## 特性

### 充電時の特性
電気二重層コンデンサは電流電源によって充電されることが望まれる。
通常の二次電池のように定電圧電源によって充電されると充電効率が上がらないか、電圧が0V付近では負荷が短絡と同じようになって保護回路が働くこともありえる。チョッパ型コンバーター電源は電流源となるため、電気二重層コンデンサ用の充電装置として適している。電圧制御型の電源で充電する場合は、流れ込み電流によって電圧を制御するのが良い。
仮に手回し発電機で空の電気二重層コンデンサを充電しようとする場合、低電圧のままいくらでも電流が流れるため、発電機の回転負荷は非常に重くなる反面、電圧が0Vに近いため充電電力 V*I はゼロに近く、発電エネルギーのほとんどは電気二重層コンデンサにではなく、発電機のコイルの発熱に消費されることになる。このことから判るように、電気二重層コンデンサを充電する場合には、コンデンサ側の電圧に合わせて充電しないと、充電効率は極端に悪くなる。
また仮に、発電機側の電流供給力に余裕がある状態で空の電気二重層キャパシタを充電しようとする場合には、電圧に関係なく大電流が流れるために短時間で充電が完了できるが、これが商用電源網のような他の利用者がいる環境でブレーカーが電流を遮断しなければ、短絡と同じように付近の電圧降下を招き、場合によっては停電と同じような効果をもたらす恐れがある。
また、充電終了直前ではコンデンサ側の電圧が高く、充電装置側もそれに対応して高い電圧となることから、充電電力 V*I はそれまでとは違って大きな値となるため、充電装置の供給電力が足らなくなる恐れがある。
このことから、電気二重層キャパシタの充電装置は一定の制御機構を備える必要があり、不用意に商用電力網には接続できない。

### 放電時の特性
放電時にも充電時と同様に、放電に伴って放電電圧が直線的に低下する。このため、ほとんどの用途に対して適当な昇圧が必要になる。また、電気二重層コンデンサの満充電時の放電電圧でも3V程度と低いため、多くの場合、直列接続によって電圧を稼ぐことになるが、昇圧の効率を上げるために、電圧が下がるに従って並列接続から直列接続へ変更する仕組みをとることが考えられる。ただ、同じ環境で同じ時間だけ直列接続によって充電と放電を繰り返していると、内部漏れ電流のバラツキによってそれぞれの分担電圧が異なってくる。低い電圧のものに合わせると高いものでは耐電圧を越える恐れがあるので、安全のために低電圧領域だけで充電することも考えられるが、それでは蓄電容量が犠牲になる。バッテリーでのメモリ効果と同種の問題である。
これを簡単に解決するには、全てを放電しつくす方法（初期化、Initialize）が考えられる。放電時に放電しつくす使い方をしない場合には、充電装置には定期的に初期化処理を行なう制御回路を加える必要がある。

### 危険性
電力用電気二重層コンデンサは、供給側の内部抵抗が低いために大電流が流れても電圧がそれほど下がらず、感電した場合に大きな電力となって犠牲者に襲いかかることになる。30Vから100V程度で命の危険があると考えられる。
電気二重層キャパシタを内蔵する装置を充電状態でメンテナンスする場合には、注意が必要となる。

## 実用例
- 電子回路のメモリー・バックアップ電源
- 無停電電源装置／瞬時電圧低下補償装置
- レーザープリンターやコピー機の溶着ドラムの急速加熱用電源
- バッテリー式フォークリフトにおけるバッテリとのハイブリッドシステム
- モバイル機器の電池交換時バックアップ電源
- 玩具のミニカーの電源
- 電動歯ブラシの電源
- 太陽電池発電腕時計の電源
- ガス安全弁の緊急時電源
- 2002年UD・コンドル・キャパシタハイブリッド
- 2003年リコー製コピー機に搭載。
- 2005年小惑星イトカワを探査した惑星探査機『はやぶさ』に搭載された小型移動ロボット『MINERVA』の動力システムに使用された。
- 2012年トヨタ自動車がトヨタ・TS030 HYBRIDへ日清紡ホールディングス製キャパシタを搭載、FIA 世界耐久選手権およびル・マン24時間レースへ初参戦。
- 2012年マツダ・アテンザに減速エネルギー回生システムi-ELOOP（アイ・イーループ）を搭載
- 2017年ランボルギーニ・テルツォ ミッレニオ、2019年ランボルギーニ・シアン FKP 37、2021年ランボルギーニ・カウンタック LPI 800-4で技術採用。
- 2020年中車株洲電力機車、高エネルギー型スーパーキャパシタートラムを完成。2021年8月15日から、雲南省昆明長水国際空港の都市交通システムで運行[5][6]。

## 関連技術

### ECS
ECS（Energy capacitor system）と呼ばれる大型の電気二重層キャパシタと電子回路を組み合わせることで動力源として利用できる装置が開発されている。

### レドックス・キャパシタ
レドックス反応とは従来型の電池での電極反応で利用されている一定電圧で起きる酸化還元反応であるが、この反応をキャパシタに取り入れたレドックス・キャパシタ（Redox capacitor）が開発途上にある。ルテニウム酸化物での試作では1000F/g以上の性能が発揮され、一部商品化が試みられている。

### ハイブリッド・キャパシタ
2つの電極のいずれか1つが電気二重層を使用し、もう一方の電極がレドックス反応（酸化還元反応）を使用したハイブリッド・キャパシタ（Hybrid capacitor）というものもある。両極の仕組みが異なることから、非対称キャパシタ(asymmetric capacitor)とも呼ばれる。
ハイブリッド・キャパシタの例に、リチウムイオンキャパシタがある。イオン・キャパシタは陽極が電気二重層、陰極がLiイオン二次電池の構造をしており、電気二重層の陽極での物理的な充放電反応に加えて、製造時に陰極にドープされたLiの化学反応も使用している。4V程度の出力があり、電気二重層コンデンサの2.5-3Vより高く静電容量も増大できる。2.2V程度の下限電圧を越えて放電させると、劣化が進むので制御回路が必要とされる。